# شهرستان مک‌کراکن (کنتاکی)
شهرستان مک‌کراکن، کنتاکی (به انگلیسی: McCracken County, Kentucky) یک سکونتگاه مسکونی در ایالات متحده آمریکا است که در کنتاکی واقع شده‌است.